# Сикийско езеро
Вижте пояснителната страница за други значения на Сикия.
Сикийското езеро (на гръцки: Τεχνητή Λίμνη Συκιάς) е вторият и в строеж от каскадата язовири по река Ахелой. Язовирът носи името на близкото село Сикия.
На язовирната стена са монтирани две френски турбини с мощност от 2 х 60 MW, произведени от хърватската фирма „Кончар“.
Язовирът е предвидено да бъде бифуркационен в смисъл водите му да се насочат в две реки, като за тези към Тесалия се изгражда 17,4 km тунел насочен язовирите Музаки със 135-метрова язовирна стена и язовир Пили с 90-метрова язовирна стена, като и тези два язовира носят имената на близките села Музаки и Пили.
Идеята за изграждането му е от 1930 г., като интересът е възобновен през 1984 г., а реално строителството му стартира през 1996 г. 